# 山村雅之
山村 雅之（やまむら まさゆき、1953年3月30日 - ）は、日本の実業家。NTT東日本代表取締役社長を経て、電気通信協会会長。

## 人物・経歴
東京都出身。1971年東京都立戸山高等学校卒業。1976年東京工業大学工学部電子物理工学科卒業。1978年同大学院理工学研究科電気工学専攻修士課程修了。学生時代はラグビー部キャプテンを務めた。
大学院修了後、日本電信電話公社入社。中期経営戦略推進室担当部長を経て、2005年東日本電信電話取締役東京支店長。2008年東日本電信電話常務取締役東京支店長。2009年東日本電信電話常務取締役ネットワーク事業推進本部長。
2012年から東日本電信電話代表取締役社長を務め、卸販売などで生産性向上を進め3年連続の最高益更新を実現するなどした。2015年楽水会会長。2018年東日本電信電話相談役。2019年芙蓉総合リース取締役。2020年電気通信協会会長。2022年蔵前経営者懇話会代表幹事。